# I’ll Make Love to You
I’ll Make Love to You ist ein Lied von Boyz II Men aus dem Jahr 1994, das von Babyface geschrieben und produziert wurde.

## Geschichte
Vom Text her ist I’ll Make Love to You als Liebeslied zu verstehen. Die Veröffentlichung war am 26. Juli 1994, in den Vereinigten Staaten, Kanada, Australien und Neuseeland wurde die Soulnummer ein Nummer-eins-Hit.
Larry Flick von Billboard beschrieb "I’ll Make Love to You" als "mitreißende Pop/R&B-Ballade". Er schrieb weiter: "Seidige Harmonien wehen über ein wohldosiertes Arrangement voller heller, glitzernder Synthesizer und sanfter, aber punktueller Percussion. Der schöne Mitsing-Refrain wird anfangs viele an vergangene Glanzzeiten erinnern, aber die Single wird letztendlich jedem der zahlreichen Radioformate, die sie ziert, eine erfrischende kühle Brise verleihen." Troy J. Augusto von Cashbox kürte es zum Pick of the Week und erklärte es als "eine üppig arrangierte, langsame Ballade", "voll von denselben charmanten Gesangsharmonien und natürlichem Soul, die der Gruppe ihren universellen Pop-Appeal verleihen. Bereit, in den Urban-, A/C- und Top 40-Charts zu explodieren, führt dieser Cut eine Parade zukünftiger Hit-Singles an, die die Boyz die ganze Nacht und das ganze Jahr über im Charthimmel halten sollten."
In seinem wöchentlichen Kommentar zu den britischen Charts bezeichnete James Masterton es als "ein weiteres Stück makellosen Close-Harmony-Soul", das "ein Hit ist, bevor es überhaupt begonnen hat". Das paneuropäische Magazin Music & Media kommentierte: "Silker than the First Lady's Nightrock, die erste Single aus dem kommenden Album II der "Mommy" Boyz, sichert ihre Position als Meister der Close-Harmony-Ballade weiter." Alan Jones von Music Week kürte es ebenfalls zum Pick of the Week und bewertete es mit vier von fünf Punkten. Er schrieb: "Nach mehr als einem Jahr kehren die Boyz II Men mit einer seidigen, kraftvollen Ballade aus der Feder von Babyface in den End of the Road-Groove zurück. Seine überwältigende Majestät wird ihn wahrscheinlich hoch in die Charts katapultieren." Gerald Martinez von der New Straits Times war der Meinung, dass der Song zusammen mit "On Bended Knee" "versucht, die Magie von "End of the Road" wieder einzufangen, und sie kommen dem nahe. Große Produktionszahlen mit soliden Haken, sie sollten in den nächsten Monaten unseren Äther überfluten." Paul Evans vom Rolling Stone sah es als eine "üppige Ohnmachts-und-Croon"-Ballade, "von der Art, wie sie die Hardcore-Fans der Boyz verlangen". Mark Sutherland von Smash Hits gab dem Song drei von fünf Punkten und sagte: "Weeell, zu ihren Gunsten sind die Tatsachen, dass sie immer noch die gemeinsten Grasmücken im Pop sind und dass Soul nicht viel seidiger oder superglatter kommt als dieser. Gegen sie spricht die Tatsache, dass es sich hier im Grunde nur um "End of the Road" mit neuen Texten handelt – und noch dazu um verdammt anmaßende Texte."

## Musikvideo
Das Musikvideo zu "I’ll Make Love to You" entstand unter der Regie von Lionel C. Martin gedreht. Er erzählt eine Geschichte rund um eine Frau und einen Mann. Der Mann, gespielt von Schauspieler Duane Martin, installiert ein Sicherheitssystem im Haus der Frau. Später lädt sie ihn auf einen Drink ein, aber er ist beschäftigt. Es stellt sich heraus, dass sie ihn wirklich mag; Ebenso, wie er sie auch mag. Während er ihren Brief liest, beginnt er, sich langsam auszuziehen, genau in dem Moment des Songs, in dem er laut Text sprechen soll. Am Ende schreibt er ihr einen Brief, sie erhält ihn und liest ihn: Es ist ein Liebesbrief, mit dem Liedtext.

## Kommerzieller Erfolg

### Chartplatzierungen
| ChartsChartplatzierungen       | Höchstplatzierung | Wochen |
| ------------------------------ | ----------------- | ------ |
| Deutschland (GfK)              | 20 (18 Wo.)       | 18     |
| Schweiz (IFPI)                 | 9 (18 Wo.)        | 18     |
| Vereinigte Staaten (Billboard) | 1 (33 Wo.)        | 33     |
| Vereinigtes Königreich (OCC)   | 5 (18 Wo.)        | 18     |

| ChartsJahrescharts (1994)      | Platzierung |
| ------------------------------ | ----------- |
| Schweiz (IFPI)                 | 46          |
| Vereinigte Staaten (Billboard) | 3           |

### Auszeichnungen für Musikverkäufe
| Land/Region                  | Auszeichnungen für Musikverkäufe (Land/Region, Auszeichnung, Verkäufe) | Verkäufe  |
| ---------------------------- | ---------------------------------------------------------------------- | --------- |
| Australien (ARIA)            | Platin                                                                 | 70.000    |
| Neuseeland (RMNZ)            | Platin                                                                 | 10.000    |
| Vereinigte Staaten (RIAA)    | 4× Platin                                                              | 4.000.000 |
| Vereinigtes Königreich (BPI) | Platin                                                                 | 600.000   |
| Insgesamt                    | × Gold · 7× Platin ·                                                   | 4.685.000 |

## Coverversionen
- 1996: Richard Elliot
- 2008: Alexander O’Neal